# Product data management
Product data management eller PDM är benämningen på hantering av data och information om produkter framför allt i produktutveckling, men kan även användas inom tillverkning och när produkten är i drift. Ofta används systemstöd för att stödja PDM-processen. 
PDM-system används när data och information om produkten skapas, lagras, modifieras eller läses. I ett PDM-system kan information om produkten versionshanteras och olika informationsmängder kan relateras till varandra. 
PDM-system används ofta för att skapa integrerade informationsflöden mellan olika datasystem som exempelvis CAD-system, kravhanteringssystem, system för modellbaserad utveckling, testsystem, affärssystem, MPS-system och system för eftermarknadskommunikation.

## Källa
- Miller, Ed (1998). ”What Is PDM?” (på engelska). Mechanical Engineering Magazine. The American Society of Mechanical Engineers. Arkiverad från originalet den 27 februari 2007. https://web.archive.org/web/20070227151543/http://www.memagazine.org/backissues/membersonly/october98/features/pdm/whatis.html. Läst 5 mars 2025.